# Лызово
Лызово — деревня в Чердынском городском округе Пермского края России. До января 2020 года входила в состав Покчинского сельского поселения.
Расположена на правом берегу реки Лызовки, примерно в 14 км к север-северо-западу от окружного центра — города Чердынь.
Климат умеренно-континентальный с продолжительной холодной и снежной зимой и коротким летом. Снежный покров удерживается 170—190 дней. Средняя высота снежного покрова составляет более 70 см, в лесу около 1 метра. В лесу снег сохраняется до конца мая. Продолжительность безморозного периода примерно 110 дней.

## Население
| 2010 |
| ---- |
| 28   |

В 2002 году проживало 42 человека, 98 % русские. 